# Distrito electoral de Gering (condado de Scotts Bluff, Nebraska)
Gering (en inglés: Gering Precinct) es un distrito electoral ubicado en el condado de Scotts Bluff en el estado estadounidense de Nebraska. En el Censo de 2010 tenía una población de 2208 habitantes y una densidad poblacional de 13,95 personas por km².

## Geografía
Gering se encuentra ubicado en las coordenadas 41°45′55″N 103°39′38″O / 41.76528, -103.66056. Según la Oficina del Censo de los Estados Unidos, Gering tiene una superficie total de 158.33 km², de la cual 158.01 km² corresponden a tierra firme y (0.2%) 0.32 km² es agua.

## Demografía
Según el censo de 2010, había 2208 personas residiendo en Gering. La densidad de población era de 13,95 hab./km². De los 2208 habitantes, Gering estaba compuesto por el 82.38% blancos, el 0.27% eran afroamericanos, el 3.31% eran amerindios, el 0.72% eran asiáticos, el 10.91% eran de otras razas y el 2.4% pertenecían a dos o más razas. Del total de la población el 26.49% eran hispanos o latinos de cualquier raza.